# Seznam chráněných území v okrese Praha-západ
Toto je seznam chráněných území v okrese Praha-západ aktuální k roku 2017, ve kterém jsou uvedena chráněná území v oblasti okresu Praha-západ.
| Kód  | Obrázek                                                                               | Typ  | Název                      | Rozloha (ha) | Galerie Commons                                                                    | Popis území | Souřadnice                       |
| ---- | ------------------------------------------------------------------------------------- | ---- | -------------------------- | ------------ | ---------------------------------------------------------------------------------- | --- | -------------------------------- |
| 5953 | Součástí PP je i Velký rybník u Voznice                                               | PP   | Andělské schody            | 173,24       | Kategorie „Andělské schody (natural monument)“ na Wikimedia Commons                | Bohatá škála mokřadních, vysýchavých a suchomilných lučních společenstev doplněná zachovalými lesními společenstvy s převahou listnatých dřevin, místy s vysokým podílem jedle, stanoviště modráska očkovaného | 49°50′2″ s. š., 14°13′43″ v. d.  |
| 5938 |                                                                                       | PP   | Břežanské údolí            | 8,14         | Kategorie „Břežanské údolí (natural monument)“ na Wikimedia Commons                | Výskyt přástevníka kostivalového, ještěrky zelené, mloka skvrnitého, dvojštítku hladkoplodého, chrpy Triumfettiho, hvozdíku sivého, třemdavy bílé a křivatce českého                                           | 49°57′32″ s. š., 14°24′39″ v. d. |
| 2449 | Národní přírodní památka Černé rokle                                                  | NPP  | Černé rokle                | 13,26        | Kategorie „Černá rokle“ na Wikimedia Commons                                       | Konkordantní uložení hraničních vrstev mezi silurem a devonem | 49°59′26″ s. š., 14°20′21″ v. d. |
| 2248 | Černolické skály                                                                      | PP   | Černolické skály           | 2,00         | Kategorie „Černolické skály“ na Wikimedia Commons                                  | Významný geomorfologický útvar | 49°54′47″ s. š., 14°18′13″ v. d. |
| 22   | Přírodní památka Lom na Kobyle                                                        | CHKO | Český kras                 | 13 200       | Kategorie „Český kras“ na Wikimedia Commons                                        | | 49°56′27″ s. š., 14°9′44″ v. d.  |
| 1169 | Pohled na památku od silnice                                                          | PP   | Čičovický kamýk            | 1,96         | Kategorie „Čičovický kamýk“ na Wikimedia Commons                                   | Buližníkový suk, paleontologická lokalita | 50°8′42″ s. š., 14°14′56″ v. d.  |
| 1885 | Kalý rybník poblíž Hostivic                                                           | PP   | Hostivické rybníky         | 112,87       | Kategorie „Hostivické rybníky“ na Wikimedia Commons                                | Rybniční soustava s dochovanými mokřadními společenstvy, významné hnízdiště | 50°4′21″ s. š., 14°14′53″ v. d.  |
|      | Vrchol Stožce                                                                         | PřP  | Hřebeny                    | 18 400       | Kategorie „Natural park Brdy-Hřebeny“ na Wikimedia Commons                         | | 49°55′23″ s. š., 14°18′58″ v. d. |
| 548  | Karlické údolí                                                                        | PR   | Karlické údolí             | 214,11       | Kategorie „Karlické údolí“ na Wikimedia Commons                                    | Hluboké údolí s lesními, lesostepními a stepními společenstvy | 49°56′51″ s. š., 14°15′7″ v. d.  |
| 660  | Kněživka                                                                              | PP   | Kněživka                   | 0,20         | Kategorie „Kněživka“ na Wikimedia Commons                                          | Buližníkový ostroh, naleziště zkamenělin | 50°7′45″ s. š., 14°16′35″ v. d.  |
| 1224 | Kobylí draha                                                                          | PR   | Kobylí draha               | 53,39        | Kategorie „Kobylí draha“ na Wikimedia Commons                                      | Zakrslé a suťové doubravy, habřiny a skalní stepi | 49°51′ s. š., 14°26′22″ v. d.    |
| 2234 | Krásná stráň                                                                          | PP   | Krásná stráň               | 20,20        | Kategorie „Krásná stráň“ na Wikimedia Commons                                      | Cenná lokalita s unikátní stepní a lesostepní vegetací s výskytem dřínových doubrav | 49°56′30″ s. š., 14°16′18″ v. d. |
| 547  | Kulivá hora                                                                           | PR   | Kulivá hora                | 22,23        | Kategorie „Kulivá hora“ na Wikimedia Commons                                       | Významná lesní a rostlinná společenstva Českého krasu | 49°57′57″ s. š., 14°17′7″ v. d.  |
| 240  | Posázavská stezka, označení přírodní rezervace Medník.                                | NPP  | Medník                     | 19,02        | Kategorie „Medník (national natural monument)“ na Wikimedia Commons                | Známá lokalita kandíku psího zubu, jediná v ČR | 49°52′16″ s. š., 14°27′3″ v. d.  |
| 2250 | Pazderna                                                                              | PP   | Pazderna                   | 0,18         | Kategorie „Pazderna (natural monument, Prague-West District)“ na Wikimedia Commons | Lokalita s velkým vědeckým potenciálem v oblasti geologie a paleontologie, ochrana silicitového kamýku | 50°8′39″ s. š., 14°15′56″ v. d.  |
| 358  | Přírodní rezervace Radotínské údolí u Kosoře                                          | PR   | Radotínské údolí           | 130,00       | Kategorie „Radotínské údolí“ na Wikimedia Commons                                  | Krasové území s pestrými společenstvy stepí a lesostepí | 50°0′8″ s. š., 14°19′7″ v. d.    |
| 374  | PR Roztocký háj - Tiché údolí, lom                                                    | PR   | Roztocký háj - Tiché údolí | 111,42       | Kategorie „Roztocký háj - Tiché údolí“ na Wikimedia Commons                        | Krajinářsky velmi hodnotné území, smíšené porosty, teplomilná společenstva, výchozy skal | 50°8′58″ s. š., 14°23′3″ v. d.   |
| 3407 | Louky v PP Skalsko na počátku května                                                  | PP   | Skalsko                    | 3,60         | Kategorie „Skalsko (natural monument)“ na Wikimedia Commons                        | Mokřadní společenstva s výskytem významných a zvláště chráněných druhů rostlin a živočichů | 49°54′ s. š., 14°32′ v. d.       |
|      | Meandry Vltavy na území přírodního parku                                              | PřP  | Střed Čech                 | 4 575        | Kategorie „Přírodní park Střed Čech“ na Wikimedia Commons                          | | 49°50′36″ s. š., 14°26′45″ v. d. |
| 5944 | Vyhlídka Třeštibok na území stejnojmenné PP                                           | PP   | Třeštibok                  | 27,16        | Kategorie „Třeštibok“ na Wikimedia Commons                                         | Populace přástevníka kostivalového | 49°52′39″ s. š., 14°27′4″ v. d.  |
| 6122 | PP Zákolanský potok na okraji Okoře                                                   | PP   | Zákolanský potok           | 15,2         | Kategorie „Zákolanský potok (natural monument)“ na Wikimedia Commons               | Biotop a populace raka kamenáče a raka říčního | 50°9′40″ s. š., 14°15′38″ v. d.  |
| 1223 | Přírodní rezervace Zvolská homole nedaleko Zvole a Vraného nad Vltavou - lesy v okolí | PR   | Zvolská homole             | 47,22        | Kategorie „Zvolská homole“ na Wikimedia Commons                                    | Skalnaté srázy se zbytky listnatých hájů a stepí | 49°56′22″ s. š., 14°23′51″ v. d. |